# Die Caine war ihr Schicksal
Die Caine war ihr Schicksal (Originaltitel: The Caine Mutiny, wörtliche Übersetzung: Die Caine-Meuterei) ist ein US-amerikanischer Kriegsfilm von Edward Dmytryk nach dem preisgekrönten gleichnamigen Roman von Herman Wouk. Hauptdarsteller sind Humphrey Bogart, José Ferrer, Van Johnson, Fred MacMurray und Robert Francis.

## Handlung
Während des Zweiten Weltkriegs übernimmt 1943 Lieutenant Commander Philip F. Queeg das Kommando über den US-amerikanischen schnellen Minensuchzerstörer USS Caine (DMS 18), der im Pazifikkrieg eingesetzt ist. Auf das Schiff ist kurz zuvor der junge Marineakademie-Absolvent Ensign Willie Seward Keith abkommandiert worden. Auf dem alten, nach langem Einsatz eher verwahrlosten und vom bisherigen Kommandanten Lt. Comdr. DeVriess sehr locker geführten Schiff zeigt Queeg sofort ein hartes und inkompetentes Regiment, das die Mannschaft schon bald gegen ihn aufbringt. Die Männer verweigern ihm daher seine Bitte um Hilfe, als er erkennt, dass er Fehler gemacht hat. Der zynisch orientierte Lieutenant und Schriftsteller Tom Keefer intrigiert seit der Übernahme gegen den Kommandanten, während der Erste Offizier Lt. Steve Maryk dessen irrationales Verhalten anfangs noch verteidigt.
Im Laufe der Zeit stellt aber auch Maryk fest, dass Queeg in einer paranoiden Weise auf Vorschriften herumreitet und die Offiziere ebenso wie die Mannschaft drangsaliert: Queeg verdächtigt sie, gegen ihn zu arbeiten, verhängt wegen Kleinigkeiten drakonische Strafen und wird zunehmend unberechenbar. Als er die Caine schließlich in einen Taifun (im Buch ist es der Taifun Cobra) steuert und das Leben aller an Bord gefährdet, weil er um jeden Preis seine Befehle ausgeführt sehen will, enthebt Maryk ihn mit Hilfe der übrigen Offiziere des Kommandos und bringt das Schiff in Sicherheit.
Nach der Rückkehr in die Heimat werden die Führungsoffiziere der Caine, der Erste Offizier Maryk und der zum Zeitpunkt der Absetzung Queegs diensthabende Deckoffizier Keith, wegen Meuterei angeklagt und müssen sich vor einem Kriegsgericht verantworten. Der zunächst unschlüssige Lt. Barney Greenwald übernimmt schließlich die Aufgabe des Verteidigers. Er schafft es, Queeg vor Gericht so unter Druck zu setzen, dass dieser sein ungezügeltes, krankhaft paranoides Selbst vor Gericht entblößt und so die Entscheidung seiner Untergebenen gerechtfertigt erscheint.
Bei der anschließenden Siegesfeier Maryks und der Offiziere der Caine erscheint schließlich auch der stark betrunkene Greenwald, der als Verteidiger und Anwalt seiner Mandanten diesen jedoch seine Verachtung ausspricht. Er macht sie alle, die Queeg ihre Hilfe verweigert hatten, für das irrationale Benehmen Queegs und damit auch für die Meuterei verantwortlich. Besonders groß ist seine Verachtung für Keefer, der als Zeuge während der Verhandlung gelogen habe, denn er hatte seine bereits frühen Einschätzungen bezüglich der geistigen Gesundheit Queegs negiert, was Greenwald jedoch nicht ausdrücklich in der Runde zum Thema macht. Dies habe Keefer, so Greenwald, getan, um sich eine mögliche Anklage wegen Meuterei zu ersparen. Er nennt ihn einen ehrlosen Feigling, der die US Navy hasse. Greenwald betont dabei auch, dass Keefer es war, der die Meuterei auf der Caine aus diesem Grund eingefädelt hat, auch mit dem Gedanken im Hinterkopf, ein Buch darüber zu schreiben, um mit dessen Verkauf viel Geld und Prestige zu erzielen. Er hebt auch hervor, Berufsoffiziere wie Queeg seien es gewesen, die das Land bei Kriegsbeginn verteidigt hätten und nicht sie. Dann erhebt Greenwald zum Spott sein Glas auf Lt. Keefer – und schüttet ihm das Getränk ins Gesicht.
Der Film endet mit der Ankunft des gerade zum Lieutenant junior beförderten Willie Keith sowie des gleichzeitig zum Commander beförderten DeVriess, des ursprünglichen Kommandanten der Caine, auf einem neuen Schiff, einer Fregatte, die von DeVriess befehligt wird. Kapitän DeVriess, der Keith trotz der Differenzen, die er mit ihm auf der Caine gehabt hat, offenbar sehr zugetan ist, übergibt dem völlig verdutzten Willie Keith das Kommando über das Ablegemanöver.

## Produktion

### Produktionsnotizen
Teile des Films wurden in San Francisco, im Yosemite-Nationalpark und im Hafen von Pearl Harbor gedreht.  Die US-Marine stellte für die Produktion zwei Minensuchzerstörer, die USS Thompson (DD-627/DMS-38) und die USS Doyle (DD-494/DMS-34), zur Verfügung. Der Regisseur Edward Dmytryk schrieb in seiner Biografie, dass Wouks erster Beitrag zum Drehbuch „eine Katastrophe“ gewesen sei. Stanley Roberts habe dann eine Neufassung geschrieben und Wouk sei im Film nur noch als Verfasser der Vorlage genannt worden. Roberts Drehbuch wurde dann abschließend von dem Autor Michael Blankfort um fast fünfzig Seiten gekürzt, um der Zeitvorgabe des Studios gerecht zu werden.
Der Arbeitstitel des Films lautete Authority and Rebellion. Dem Film ist ein Prolog vorangestellt, der dem Innenministerium dankt, dass im Yosemite-Nationalpark gedreht werden durfte. Zusätzlich erscheint der Hinweis, dass es auf einem Schiff der United States Navy noch nie eine Meuterei gegeben habe. Die Wahrheit des Films liege nicht in dem, was vorfalle, sondern darin, wie einige Männer die Krise ihres Lebens durchleben. Im Abspann wird der Film der United States Navy gewidmet.
Laut Daily Variety und The Hollywood Reporter kaufte Stanley Kramer die Rechte an Wouks Roman für einen Betrag, der zwischen 60.000 und 70.000 Dollar gelegen haben soll, nachdem andere Studios wegen der Weigerung der United States Navy, an der Filmproduktion mitzuwirken beziehungsweise zu kooperieren, einen Rückzieher gemacht hatten. Mindestens zwei andere Studios sollen Vorschläge bei der Marine eingereicht haben, die jedoch abgelehnt wurden.
Ein Artikel in der New York Times enthüllte im Oktober 1952, dass es zwei für Kramer vorbereitete Drehbücher gegeben habe, eines, das die Romanze mit Willie und May erhielt, und eine kürzere Version, die nur Aktionen auf der „Caine“ und vor dem Kriegsgericht beinhaltete. Im Dezember 1952 segnete die Navy dann offiziell das Drehbuch ab und beauftragte einen technischen Berater, der die Produktion unterstützen sollte. Columbia soll dann Mitte 1954 die „Caine Mutiny“ herausgebracht haben, um den Vertrieb ihrer großen Produktion entsprechend zu verbreiten. Im Zusammenhang mit der Veröffentlichung des Films wurde Bogart als Queeg auf dem Cover einer Juniausgabe des Time Magazins abgebildet, das auch einen Artikel über die lange Karriere des Schauspielers enthielt.

### Hintergrund
Die USS Caine, die im Film zu sehen ist, war in Wirklichkeit der schnelle US-Minensuchzerstörer USS Thompson (DMS-38/ex-DD-627)   der Gleaves-Klasse. Auch die Studioaufbauten für die Innenaufnahmen sind diesem Schiff nachempfunden. Das deckt sich nicht mit dem Roman, in dem die Caine kein modernes Schiff, sondern ein Umbau eines alten, aus dem Ersten Weltkrieg stammenden Vier-Schornstein-Zerstörers war. Trotzdem wirken die Szenen auf den Schiffen, deren Manöver, die seemännische Sprache und die Kommandos sowie die mitwirkenden Personen gekonnt und sind absolut realitätsgetreu.
Die US Navy stand der Darstellung eines Kriegsschiffskommandanten als mental instabilem Paranoiker sehr kritisch gegenüber. Columbia Pictures erklärte sich schließlich bereit, dem Vorspann eine Erklärung anzufügen, die klarstellt, dass die Handlung rein fiktiv sei und dass niemals eine Meuterei auf einem Schiff der US Navy stattgefunden habe (wobei man hier dann anscheinend die Meuterei auf der Sloop Somers nicht mitzählt). Eine entsprechende Erklärung findet sich auch schon im Nachwort der Romanvorlage von Wouk, die seinerzeit mit dem Pulitzer-Preis ausgezeichnet worden war. Die Navy stellte im Gegenzug die Schiffe, Flugzeuge und sonstiges Material zur Verfügung.
Rechnet man nur mit den damaligen Kinoeinnahmen, war Die Caine war ihr Schicksal Humphrey Bogarts kommerziell erfolgreichster Film.
Der Schauspieler Michael Caine, Geburtsname Maurice Micklewhite, hat seinen Künstlernamen „Caine“ gewählt, weil Humphrey Bogart sein Idol war und er ein Filmplakat dieses Films so beeindruckend fand.
Der Film markiert das Filmdebüt des Schauspielers Robert Francis (1930–1955). Francis starb kurz nach Fertigstellung seines letzten Films The Long Gray Line bei einem Flugzeugabsturz. Obwohl teils verbreitet wurde, dass der Film auch das Debüt von May Wynn gewesen sein soll, trat sie in den Jahren 1952, 1953 unter ihrem richtigen Namen Donna Lee Hickey in sechs anderen Filmen auf. Ihre neuen Namen lieh sie sich bei der Filmfigur aus, die sie in diesem Film spielte.
Bereits vor der Produktion des Films überarbeitete Wouk seinen Roman für einen Zweiakter mit dem Titel The Caine Mutiny Court-Martial, der im Januar 1954 am Broadway Premiere hatte. Henry Fonda trat dort als Barney Greenwald, John Hodiak als Steven Maryk, Lloyd Nolan als Capt. Queeg, Charles Nolte als Willie Keith und Robert Gist als Tom Keefer auf. Charles Laughton leitete das Ensemble. Für ein Fernseh-Remake, das von CBS im Mai 1988 ausgestrahlt wurde, schrieb Wouk das Drehbuch. Jeff Daniels und Brad Davis wirkten in der Inszenierung von Robert Altman mit.

### Synchronisation
Die deutsche Synchronbearbeitung entstand 1954 in den Ateliers der Ultra Film Synchron GmbH in Berlin. Synchronregie führte Theodor Mühlen.
| Rolle                        | Darsteller      | Synchronsprecher      |
| ---------------------------- | --------------- | --------------------- |
| Philip Francis Queeg         | Humphrey Bogart | O. E. Hasse           |
| Barney Greenwald             | José Ferrer     | Wilhelm Borchert      |
| Steve Maryk                  | Van Johnson     | Horst Niendorf        |
| Tom Keefer                   | Fred MacMurray  | Curt Ackermann        |
| Willie Seward Keith          | Robert Francis  | Sebastian Fischer     |
| William DeVriess             | Tom Tully       | Walter Suessenguth    |
| May Wynn                     | May Wynn        | Marion Degler         |
| Henry Payntner               | Arthur Franz    | Wolfgang Preiss       |
| Jack Challee                 | E. G. Marshall  | Martin Held           |
| Barney Harding               | Jerry Paris     | Harald Juhnke         |
| Gerichtsvorsitzender Blakely | Warner Anderson | Siegfried Schürenberg |

## Rezeption

### Veröffentlichung
Premiere hatte der Film am 24. Juni 1954 in New York.
Die deutsche Erstaufführung war am 10. September 1954, die deutsche Fernseh-Erstausstrahlung am 2. April 1970 in der ARD.

### Kritik
Zur Zeit seines Erscheinens wurde der Film allgemein gefeiert und von der Fachzeitschrift der Filmindustrie The Hollywood Reporter als „eines der aufregendsten maritimen Abenteuer aller Zeiten“ bezeichnet. Daily Variety stellte fest, dass der Film aus einem Guss und fast perfekt besetzt sei. Humphrey Bogarts Auftritt als ängstlicher, stählern sein wollender Capt. Queeg, besessen von fehlenden Erdbeeren, wird von modernen Kritikern häufig als Höhepunkt der Karriere des Schauspielers genannt.

„Gestraffte Filmfassung des Erfolgsromans: ein packendes Kriegsdrama mit prägnant herausgearbeiteten psychologischen und moralischen Konflikten, die durch das eindrucksvolle ‚Duell‘ zwischen Bogart und Ferrer vertieft werden.“

„Dmytryks Regie […] ist beachtlich, doch der eigentliche Konflikt der Geschichte blieb unverbindlich.“

„Hervorragende Seeaufnahmen und hochwertige Schauspielkunst entschädigen für die etwas gewaltsame Verkürzung des bekannten Romans von H. Wouk. Ab 16 sehenswert.“

„Gegenüber dem gleichnamigen Roman verzichtet der Film auf psychologische Profilierung der Charaktere und beschränkt sich damit auf eine mehr äußerliche Schilderung des Handlungsablaufs. Bemerkenswert sind nur einige schauspielerische Leistungen.“

### Auszeichnungen
Oscar-Nominierungen
- „Bester Film“
- „Bester Hauptdarsteller“ – Humphrey Bogart
- „Bester Nebendarsteller“ – Tom Tully
- „Bestes adaptiertes Drehbuch“
- „Beste Filmmusik“ – Max Steiner
- „Bester Schnitt“
- „Bester Ton“

Bei den BAFTA Awards wurde der Film als bester US-Film nominiert sowie José Ferrer als bester ausländischer Schauspieler.

## Weitere Adaptionen
Wouk dramatisierte seinen Roman auch zu einem erfolgreichen Theaterstück namens The Caine Mutiny Court-Martial, welches zwischen 1954 und 1955 am Broadway lief – unter anderem mit Henry Fonda als Verteidiger Greenwald und John Hodiak als Angeklagter Maryk besetzt.
Es gibt eine deutsche Fernsehverfilmung aus dem Jahr 1959, die Regie übernahm Hanns Farenburg. Besetzt war der Film unter anderem mit Robert Meyn, Hans Paetsch und Josef Dahmen.